# 堀籠美紀
堀籠 美紀（ほりごめ みき、旧姓成瀬、1982年8月12日 - ）は、日本の陸上競技選手。身長161cm。
関市立関商工高等学校卒業後日本女子体育大学及び日本女子体育大学大学院に進学、卒業後は日本女子体育大学ACとして出場。
専門は200メートル（自己ベスト23秒82、2008年第63回国体東京都代表最終選考会）であり、2006年度より400メートルにも挑戦。

## 来歴
- 2004年 天皇賜杯 第73回日本学生陸上競技対校選手権大会 100メートル　1位（12秒08）
- 2007年 日本選手権　200メートル　3位
- 2007年 第55回全日本実業団対抗陸上競技選手権　200メートル　1位

「優勝を意識して力んだが、久々に地元で走ってタイトルも取れてうれしい」
「400メートルにも力を入れて、日本代表に入りたい」
- 2007年 第62回国民体育大会　400メートル　4位
- 2007年 群馬リレーカーニバル兼日本選抜混成大会　200メートル　1位（記録23秒93,2位は丹野麻美）
- 2008年 第50回東日本実業団陸上競技選手権大会　400メートル　1位
- スウェーデンリレーの日本記録保持者（2分6秒51 - 競技者 ：成瀬美紀・栗本佳世子・青木沙弥佳・丹野麻美、2005年10月22日）